# 費浩偉
費浩偉（英語：Harvey Julien Feldman，1931年6月25日—2009年2月24日），美國外交官，曾在香港、台灣與日本任職，在美國與中華民國政府斷交前夕任職美國國務院最後一任中華民國事務處長（Office of Republic of China Affairs；亦稱中華民國科「Republic of China Desk」），兩國斷交後，他是台灣關係相關法案的推動者與起草人之一。

## 履歷
費浩偉曾經以美國外交官身分於香港服務八年、台灣六年、日本四年，嫻熟東亞事務。身為美國國務院政策計畫處一員，費浩偉協助規劃並參與了尼克森總統在1972年歷史性的中國大陸首次訪問，日後並持續參與美中關係正常化的進程。1977年接替李文成為國務院東亞局中華民國處長。在美國卡特政府與中華民國政府斷交後，他也促成了美國在台協會的成立，並參與起草美國國務院版的台灣「綜合法案」（omnibus bill），不過該草案因完全沒有涉及台灣安全的條文引起不滿，最終為國會版的《台灣關係法》（Taiwan Relation Act）所取代。日後他擔任美國駐巴布亞新幾內亞及所羅門群島大使，也曾出任美國駐聯合國副代表，領大使銜。
費浩偉在從政階段也與台灣當時的黨外人士有所交流。在費浩偉過世前一週，由民進黨政治人物陳菊在華盛頓特區舉辦的一場座談上，陳菊就回憶到，1979年銜卡特之命發展人權外交的费浩伟與她在台灣的秘密會面。費浩偉在該座談會中也證實，美國政府當年以對台軍售為籌碼換取陳菊免受死刑。
費浩偉精通中文、日語與保加利亞語。

## 退休

### 退休生活
費浩偉自三十年的外交官生涯退休後，成為美國智庫傳統基金會聯合國與東亞事務的資深顧問，並經常於美國報刊發表相關文章。費浩偉對「台灣關係法」及其後雷根「六項保證」的形成經過，掌握嫻熟，被視為台灣問題專家與台灣友人，與台灣朝野各陣營均互動良好，並多次來台訪問包括馬英九、陳水扁等各界人士。

### 退休後言論
費浩偉退休後一直支持並要求北京當局無條件的與台灣展開對話與談判。他主張，美國的一個中國政策與支持台灣加入國際組織並不相違背，美國僅「認知」（acknowledged）而非「承認」中國稱台灣為其一部分的說法，在台灣關係法的架構下，台灣除了無法與美國互派大使外，在各方面均被視為國家，美國因此得以與台灣政府互定條約甚至販售武器，而這並不意味著臺海現狀的改變。2007年，台灣當時的執政黨民進黨宣布將舉行入聯公投時，費浩偉來台並晉見了總統陳水扁。費浩偉表示，美國「台灣關係法」未規定，台灣加入國際組織要具備國家地位，因此依照台灣關係法，台灣有權利加入任何的國際組織包括聯合國，美國政府如阻止台灣加入國際組織，有違法之虞。但是美國的國內法並沒有辦法影響聯合國的決定，美國僅在內政上承認台灣是一個國家。

## 逝世
費浩偉在美東時間2009年2月24日下午，因心臟主動脈剝離於美國華盛頓逝世。葬禮共有美國國務院、國會、智庫、媒體各界數百人參與。中華民國駐美副代表張大同也率員出席葬禮，傳達台灣朝野對費浩偉致力美台關係的尊崇。 

## 外部連結
- Harvey Feldman歷年論文集